# Bull (2019)
Bull ist ein Filmdrama von Annie Silverstein, das am 15. Mai 2019 im Rahmen der Internationalen Filmfestspiele von Cannes seine Premiere feierte.

## Handlung
Die 14-jährige Kris lebt am Stadtrand von Houston. Weil ihre Mutter Janis im Gefängnis ist, wurde ihre Großmutter zu ihrem Vormund bestimmt. Manchmal besucht sie ihre Mutter dort. Kris hilft ihrer Oma täglich, sich das Insulin zu verabreichen und kümmert sich auch um ihre jüngere Schwester Chance.
Eines Nachts bricht Kris in das Haus ihres afroamerikanischen Nachbarn Abe ein, motiviert ein paar Kinder aus der Nachbarschaft, seinen Schnapsschrank zu durchsuchen und will eine spontane Party veranstalten. Als Abe, der bis spät in die Nacht arbeiten musste, am nächsten Morgen in sein geplündertes Haus zurückkehrt und dieses in Trümmern vorfindet, ruft er die Polizei. Weil Kris’ Großmutter ihn um Nachsicht bittet, sieht Abe von einer Anzeige ab, wenn Kris bereit ist, ihm in nächster Zeit beim Aufräumen und bei Besorgungen zu helfen.
Einst war Abe ein professioneller Rodeo-Star, aber nun arbeitet er hauptsächlich als Schützer von Bullenreitern, wenn diese von den aufgeregten Tieren nach dem Abwurf verfolgt werden. Abe hat im Laufe der Jahre eine Reihe von schweren Verletzungen einstecken müssen. Durch Abe macht Kris die Erfahrung des Tonnenrennens, bei dem sie einen Eindruck bekommt, wie es ist, auf dem Rücken eines Stieres zu sitzen. Auch von den ersten Rodeos, die sie besucht, ist sie fasziniert und konzentriert sich nun ganz auf ihr neues Hobby. Mit der Zeit übernimmt der trinkfreudige Eigenbrötler Abe eine väterliche Rolle, die ihr bislang fehlte.

## Produktion
Der Film ist das Spielfilmdebüt von Annie Silverstein, die gemeinsam mit Johnny McAllister auch das Drehbuch schrieb. Bull wurde mit einer weitgehend nichtprofessionellen Besetzung am Stadtrand von Houston gedreht und soll die US-amerikanische Stierkampfkultur vermitteln, ebenso aber an Chloé Zhaos Western The Rider anknüpfen und von verarmten Menschen am Rande der Gesellschaft erzählen.
Die Rolle der 14-jährigen Protagonistin Kris wurde mit der Newcomerin Amber Havard besetzt. Rob Morgan übernahm die Rolle des Nachbarn Abe. Dessen neue Flamme Sheila wird von Yolonda Ross gespielt. Sara Albright übernahm die Rolle von Kris’ Mutter Janis, Keeli Wheeler spielt ihre Großmutter. Keira Bennett spielt Kris’ kleine Schwester Chance.
Der Film feierte am 15. Mai 2019 im Rahmen der Internationalen Filmfestspiele von Cannes seine Premiere, wo er in der Reihe Un Certain Regard gezeigt wurde. Im September 2019 wurde der Film beim Festival des amerikanischen Films in Deauville im Hauptwettbewerb gezeigt und hier mehrfach ausgezeichnet, unter anderem mit dem Grand Prix. Im März 2020 wurde er Teilnehmern des South by Southwest Film Festivals digital zur Verfügung gestellt. Ein geplanter Kinostart in den USA am 20. März 2020 wurde wegen der Coronavirus-Pandemie verschoben. Dort soll er am 1. Mai als Video-on-Demand und im Stream veröffentlicht werden.

## Rezeption

### Kritiken
Der Film konnte bislang 90 Prozent der Kritiker bei Rotten Tomatoes überzeugen und erhielt hierbei eine durchschnittliche Bewertung von 7,3 der möglichen 10 Punkte, womit er hier einen der mittleren Plätze bei den in Cannes vorgestellten Filmen belegte. Im Kritikerspiegel von critic.de erhielt er gemischte Kritiken.
Jon Frosch von The Hollywood Reporter schreibt, eine der Stärken des schönen Debütfilms von Annie Silverstein sei das Fehlen jeglicher Sentimentalität gegenüber seinen beiden Protagonisten. Wie der Film selbst sei die Beziehung zwischen der 14-jährigen, weißen Kris und dem schwarzen Nachbarn Abe zurückhaltend und zart. Sie bestehe aus stoischer Stille und einer Zuneigung, die eher stillschweigend zum Ausdruck kommt. Bull zeichne sich nicht nur durch einen langsamen Aufbau von gegenseitigem Respekt und Liebe aus, sondern biete auch ein klares Porträt des Überlebenskampfes in den USA mit authentischen Details und einem tief verwurzelten Gespür für verblassende Hoffnungen und Alltäglichkeiten, ohne dabei herablassend zu sein, so Frosch. Man könne bei der Arbeit den Einfluss von Regisseurinnen wie Debra Granik und Chloé Zhao sehen, deren naturalistische, am Rand der Gesellschaft spielende Lebensgeschichten zu den größten US-Independentfilmen der letzten Jahre gehören, auch wenn Silverstein noch nicht auf diesem Niveau arbeite.
Peter Debruge von Variety denkt, auch wenn sich die Geschichte etwas mager anfühle, sei etwas, das Bull auszeichnet, die Sensibilität für jemanden, der nicht einmal an sich selbst glaubt, der noch nicht weiß, was er vom Leben erwartet und erst einen Mentor braucht, um den ersten Schritt zu tun. Ungerechtigkeiten zeige der Film ohne Empörung, aber auch ohne Mangel an Empathie, und bringe so zum Ausdruck, wie es sich anfühlt, am benachteiligten Ende des Landes der Chancengleichheit zu sein. Debruge bemerkt zudem, wenn dies ein Studiofilm oder ein inspirierender Dokumentarfilm wäre, hätten sich die Filmemacher mit Sicherheit auf die Vorstellung konzentriert, dass Kris ein natürliches Talent ist, was sie aber in Bull nicht ist und die Geschichte damit von anderen abhebt. Kris sei einfach nur neugierig, und das sei der erste Schritt, sie von den weniger gesunden Versuchungen abzulenken, die sie umgeben.

### Auszeichnungen
Black Reel Awards 2021
- Nominierung als Bester Hauptdarsteller (Rob Morgan)[12]

Festival des amerikanischen Films 2019
- Auszeichnung mit dem Grand Prix im Hauptwettbewerb (Annie Silverstein)
- Auszeichnung mit dem Revelation Award
- Auszeichnung mit dem Kritikerpreis[13][14]

Haifa International Film Festival 2019
- Nominierung im Golden Anchor Competition for Debuts (Annie Silverstein)[15]

Independent Spirit Awards 2021
- Nominierung als Bester Hauptdarsteller (Rob Morgan)
- Nominierung für die Beste Kamera (Shabier Kirchner)
- Nominierung für den Someone to Watch Award (Annie Silverstein)

Internationale Filmfestspiele von Cannes 2019
- Nominierung für die Goldene Kamera (Annie Silverstein)
- Nominierung für den Prix Un Certain Regard (Annie Silverstein)[16]

South by Southwest Film Festival 2020
- Auszeichnung mit dem Louis Black „Lone Star“ Award – Special Jury Recognition for Acting (Rob Morgan)[17]